# Chiton whitleyi
Chiton whitleyi är en blötdjursart som först beskrevs av Tom Iredale och Hull 1932.  Chiton whitleyi ingår i släktet Chiton och familjen Chitonidae. Inga underarter finns listade i Catalogue of Life.